# État actionnaire
Un État actionnaire est État dans l'économie de marché en possédant des actions d'entreprises privées. Il s'agit d'une méthode de nationalisation (transfert de propriété à l’État) dès lors que l’État est actionnaire à 100%.

## Concept

### Objectifs
Rendre l'État actionnaire permet de remplir plusieurs objectifs. Dans le cas où l’État est l'actionnaire majoritaire, il est libre de mettre en place une politique actionnariale publique. Les entreprises dont l’État est actionnaire sont souvent des entreprises stratégiques ; les plus stratégiques peuvent être nationalisées. Il arrive que l’État devienne actionnaire dans des entreprises proches de la banqueroute afin de les sauver. Ce financement public permet à l’État de soutenir des innovations quand bien même celles-ci ne sont pas rentables à court terme pour des actionnaires privés.
En tant qu'actionnaire, l’État peut nommer des représentants au sein de l'entreprise, exercer un droit de vote à l'assemblée générale des actionnaires. Sa prérogative de puissance publique permet à l’État d'imposer que l'entreprise s'acquitte d'une mission de service public.
L'actionnariat d’État permet également à l’État, quoique cela ne soit pas l'objectif premier, d'engranger des recettes grâce au versement de dividendes. L’État français obtient ainsi 4 milliards d'euros de dividendes par an dans les années 2010.
Le concept d'État actionnaire se distingue du concept de nationalisation en ce que la nationalisation peut ne pas porter sur des entreprises cotées. Le concept d'État actionnaire recouvre les participations publiques dans des entreprises cotées uniquement, et quand bien même l’État disposerait de 0,1% de l'entreprise en question.

### Organisation
Les États modernes ont souvent créé une agence publique qui a pour mission de gérer les participations de l’État et de fixer la politique actionnariale publique.
En France, l'objectif de l'Agence des participations de l'État est de « contribuer à une bonne valorisation des participations de l’État dans les entreprises publiques » en vertu de la LOLF de 2006.
Au Royaume-Uni, l'organisme de l’État qui gère les participations, Shareholder Executive, doit « s'assurer que les participations de l’État génèrent des rendements et une rentabilité positifs soutenus et restituent le coût de leur capital au fil du temps dans le cadre des paramètres de la stratégie, de la réglementation et de la clientèle fixés par les pouvoirs publics, en agissant comme un actionnaire intelligent et efficace ».
La Suède considère que « l'objectif global des pouvoirs publics est de créer de la valeur pour les actionnaires ».

## Histoire
L'intervention de l’État dans l'économie précède l'apparition de stratégies actionnariales d’État. En France, le colbertisme incite à la nationalisation d'entreprises privées considérées comme stratégiques pour le pays. En 1937 est publié un ouvrage appelé L'État actionnaire, Un nouveau mode d'intervention des collectivités, qui préfigure l'actionnariat d’État qui se renforce après la Libération.
Les États développementalistes utilisent l'actionnariat public comme un moyen de guider les entreprises semi-privées afin qu'elles remplissent les objectifs nationaux. Le Brésil met ainsi en place un actionnariat public dans les années 1990. La Chine fait de même et inscrit dans le droit des affaires chinois les dispositions relatives à l'actionnariat public.

## Critiques et limites

### Imposition d'une mission de service public
L’État actionnaire est parfois critiqué en ce qu'il peut contraindre une entreprise dont il est actionnaire à assurer une mission de service public, quand bien même celle-ci va à l'encontre de la rentabilité de l'entreprise. L’État actionnaire peut également intervenir dans la gestion quotidienne de l'entreprise, ce qui peut poser des problèmes de management dans l'entreprise.

### Imposition de dirigeants
La capacité de l'État actionnaire à imposer des dirigeants à la tête de l'entreprise est parfois critiqué comme menant à des potentielles erreurs de management.

### Faibles résultats économiques
L'État actionnaire est souvent critiqué pour ses conséquences, qui seraient néfastes, de sa gestion. Augustin Landier et David Thesmar font de l'actionnariat public une des « 10 idées qui coulent la France ». Une étude de l'Insee en 2016 montre toutefois que la rentabilité économique des entreprises contrôlées par l’État est en moyenne supérieure à celle des entreprises privées. En 2015, la rentabilité des entreprises privées était de 8%, contre 9% pour l’État ; 7,7% et 10,5% l'année précédente.